# Путятінський
Путя́тінський (рос. Путятинский) — селище у складі Тяжинського округу Кемеровської області, Росія.

## Населення
Населення — 95 осіб (2010; 135 у 2002).
Національний склад (станом на 2002 рік):
- росіяни — 92 %